# 속기

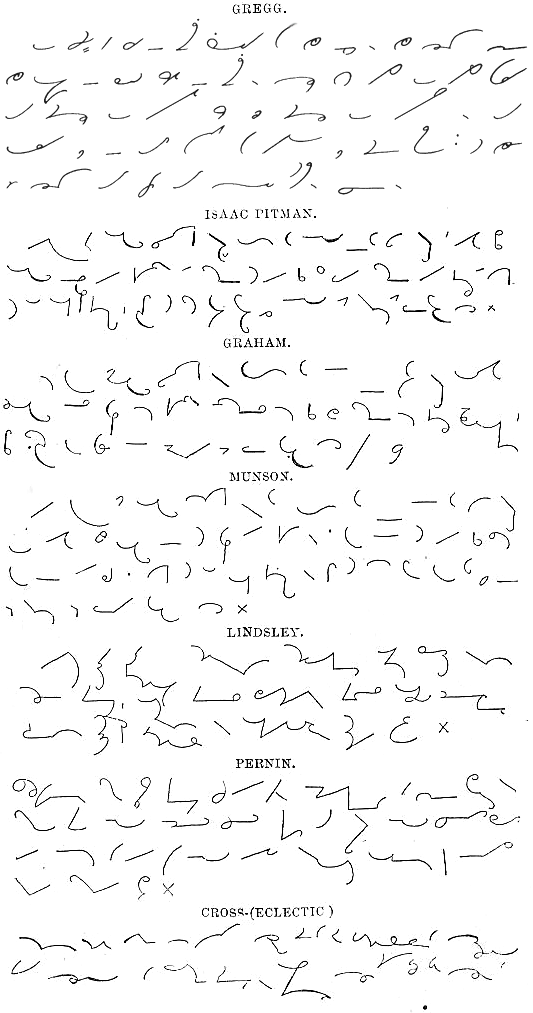

속기(速記, 영어: shorthand)는 사람의 음성언어를 약속된 부호로 사용하여 발언에 따라 기록한 후 이를 다시 문자언어화하는 과정이다.

## 속기 개요
야노 후미오(류케이 矢野龍溪)의 저서 경국미담(經國美談) 후편 1884년 2월 18일 速記法이라는 단어가 책 말미에  처음 나오고 그 이전에는 방청기록법, 방청필기법, 속서법, 기음학, 말의 사진법, 언어사진법 등 다양하게 사용했다. 
속기(速記) 어원은 동이족이 만든 갑골문에서 땔감을 묶어 발목의 고름을 조여 빠르게 간다는 速 자가 나오지만 기록하다, 기억하다 등을 뜻하는 記 자는 아직 발견되지 못하고 중국 춘추시대 금문에서 처음 보이는데 이것을 이은 현대 한자어 速記를 일본에서 먼저 사용했다고 배척하는 행태는 잘못된 것이다. 속기(速記)와  비슷한 순우리말 단어는 한글학자이자 우리의 국회의장에 해당하는 북한 최고인민회의 초대 상임위원장을 지낸 김두봉이 자신의 저서 1922년 깁더조선말본 붙임에 날래다와 적다를 합친 빠르게 적는 법이라는 '날젹'이 나온다. 대한민국 速記sokgi, 일본 速記sokki, 중국 速記(간체자)suji 速錄sulu
조선시대의 전임사관(한림翰林)과 겸임사관(겸춘추兼春秋)은 일제강점기 때 속기기자가 그 역할을 하다가 이후 현장사초(입시사초)를 기록하는 사관의 역할인 속기사와 가장사초를 기록하는 사관의 역할인 기자로 직업이 분리되었다. 따라서 사관의 후예는 속기사와 기자다. 대표적인 사관(史官)은 사한림(四翰林)으로 조선 중기의 문인 류희령(柳希齡 1480~1552)과 조부 류문통(柳文通), 아버지 류인귀(柳仁貴), 숙부 류인숙(柳仁淑)이 과거시험에 연달아 합격하고 또 더하여 조부와 숙부, 아버지 그리고 자신까지 내리 예문관의 전임사관으로서 임금의 말과 행동을 기록하는 조선시대 유일무이한 입지전적인 사관 가문이다.
속기록(速記錄)은 살아있는 말이나 행동 따위를 그대로 담은 책(문서)이며, 녹취록(錄取錄)은 재생된 말이나 행동 따위를 그대로 담은 문서, 회의록(會議錄)은 속기록의 하위개념으로 회의에 관한 내용이나 결과를 사실대로 담은 책(문서)이다. 속기록의 표제는 속기사에 의한 기록으로 00속기록, 00속기(녹취)록, 00속기(회의)록
속기록 제호 서식> ***기관(제0대 기관) ㅡ 회기(제0회 임시회.정기회) ㅡ 제호(로고 기관명 속기록) ㅡ개회일수(제0호, 제0차)***  회기(회수), 개회일수(차수)의 다음에 기관명이 단독으로 쓸 수 없고, 회기제호개회일수에서 기관명은 한 번만 사용하는 것이 원칙이다. 예) 제1회 국회(서초구 서울시)ㅡ>국회 제1회(서울시 서초구)/국회 제1차, 제1회 국회임시회 제1차 국회본회의ㅡ>제1회 국회임시회 제1차 본회의, 제1회 국회임시회 국회본회의속기록 제1호ㅡ>제1회(임시회) 국회본회의속기록 제1호
띄어쓰기) 제1회 국회 임시회ㅡ>제1회 국회임시회, 제0회 국회 (임시회)ㅡ>제0회 국회(임시회)  다만, 회기(회수) 제0회가 없을 경우 국회임시회 또는 국회 임시회 둘 다 쓰도 무방하다.(허용) 그러나 정기국회, 임시국회는 붙여 쓴다. 주의) 원문, 第13回 臨時國會全院委員會速記錄 第1號(이때의 임시국회는 제호임)ㅡ>잘못된 한글텍스트화, 제13회 국회(임시회) 전원위원회속기록 제1호 또는 제13회 임시국회 전원위원회속기록 제1호 
4개국 기록물 비교> 한국 표제: (대한민국국회 제1회 속기록) 북조선 표제: (조선민주주의인민공화국 최고인민회의 제1차회의 회의록) / 한국 제호 형식: (제0대 국회 제0회 제0호.차) 북조선 제호 형식: (최고인민회의 제0기 제0차회의 제0일) / 중국은 북한과 거의 같은 '중화인민공화국 제0기 전국인민대표대회 제0차 회의', 일본은 '제0회 제국의회(중의원.귀족원) 제0호.차' 현재는 국회(중의원.참의원)으로 표기하고 제0회 회기(회수)와 제0회 기관명(대수)를 함께 쓰는 것이 한국과의 큰 차이점이다.  
속기록 년월일 표기와 날씨> 조선왕조실록 丁酉 雨, 前此久旱 及上卽位 霈然下雨 人心大悅. 태조 1년 7월 18일(서기력 1392년 08월 06일 화요일) '정유날에 비가 내렸다. 이보다 앞서 오랫동안 가물었는데, 임금이 왕위에 오르자 억수같이 비가 내리니, 백성의 마음이 크게 기뻐하였다.' 매일의 날씨 표기는 당시 일어난 상황이나 분위기와 전체적인 맥락을 파악하는 데 중요한 정보이므로 속기록을 편찬.간행하는 기본 요소다.
발언번호 기재> 속기록물 관리 및 확인.열람.복사의 업무 효율성.  
<속기록 예시> 
제123회(제1차 정례회) @독도군의회본회의속기록 제2호
2025년 8월 11일(월요일.흐림) 오후 1시 40분
(1시 55분 회의 시작)
001 의장 홍길동 성원이 되었으므로 지금부터 제123회 독도군의회(제1차 정례회) 제2차 본회의를 시작하겠습니다. 먼저 의사보고를 듣는 순서입니다마는......
002 안용복 의원 자랑스러운 우리 5만 독도 군민 여러분, 안녕하십니꺼? 저는 동도 출신 바다환경위원회 소속 안용복 의원입니다. 본 의원에게 5분 자유발언의 기회를 주셔서 대단히 감사합니다......
003 김울릉 의원 요즘 일본 배들이 우리 독도에......
004 안용복 의원 반드시 동해에서......
(3시 35분 회의 마침) 사임당율곡    
마지막 회기: (3시 35분 회의 끝마침)

## 종류
속기는 그 방식에 따라 크게 수필속기와 컴퓨터속기로 나눌 수 있다.

### 한국어속기의 역사
한국어속기를 발달사적으로 구분할 때 1945년 광복을 기점으로 8.15 이전의 속기를 비전문속기, 그 이후를 전문속기로 나누고 속기의 완성도, 전문성, 창의성, 독창성에 따라 창안속기와 계열속기로 크게 구분된다.
 오늘날과 같은 필체를 가진 한국어속기는 기록에 의하면 서양속기를 도입하여 일본어속기를 창시한 타쿠사리 고우키(田鎖綱紀)가 조선말을 배운 후 1908년 '조선어속기술'을 발표한 것이 시초다. 우리나라는 하와이에서 1909년 박여일(朴如日)이  '조선속기'라 발표하고, 국내에서는 1920년 5월 방익환(方翼煥)이 매일신보에 '조선문의 속기술'을 처음 발표하였다. 이후 중국 상하이에서 1922년 김두봉(金枓奉)이 깁더조선말본의 붙임에 '날젹', 1927년 환터 김한덕(金漢德)이 신조선 창간호에 '우리말속기법'을, 같은 해 엄정우(嚴正友)가 동광에 '조선속기술', 1930년 박 송(朴松)의 '조선속기', 1934년 김용호(金勇虎)가 동래고보교우회지 11호에 '조선어속기법'을, 1935년 강준원(姜駿遠)이 동아일보에 '조선어속기법신안'으로 각각 연구 발표했으나 속기학을 완성하지 못하고 비전문속기에 그치고 말았다. 이러한 상황에서도 가장 먼저 기록된 공식속기록은 1919년 중국 상하이에 설립된 대한민국임시정부의 입법기관인 임시의정원에서 의회속기록을 작성한 것이다.
  8.15광복 후 1946년 남조선과도입법의원과 1948년 5월 31일 국회개원으로 한글체계의 속기라는 기록적 과업과 우리말을 순우리식으로 창안된 진정한 의미의 독립속기의 필요성을 통감하고 한글식속기 연구에 박차를 가하게 되었다. 
1946년 6월  일본어속기사 출신의 일파(逸波) 장기태(張基泰)가 다선자미문자를 기본으로 한글의 자모와 소리변화에 따르는 복잡한 현상을 변자, 실용약자, 음절약자로 구성하는 실용적인 '일파식 우리말속기'를 부분 출판함과 더불어 동년 9월 일파식속기사양성소를 설립하면서 우리나라 최초의 전문속기가 시작되었다. 1948년 다선자두문자를 근원으로 해방속기를 저술한 후 동방속기전문학관을 설립해 후진 양성에 노력한 일본어속기사 출신인 이동근(李東根)의 '동방식속기학', 1989년 9월 일음일필의 동선속기문자를 최초로 창안하고 국내에 속기를 널리 전파한 하림(下林) 류승화(柳承和)의 '한글속기학' 이 대표적인 창안속기이다. 그외 다양한 방향을 제시하는 속기법식들이 있으나 창안과 단순한 속기 형태를 지니는 저술의 구별은 연구해야 될 사항으로, 대표적인 계열속기로는 일파계열의 고려법식, 의회법식과 조선계열의 남천식 등이 있다.

### 컴퓨터속기
1990년대 초 미국 속기 타자기 헤크닥(Hekdak)을 도입해 한글에 맞게 개조되고 발전된 속기 방식이다. 현재의 대표적인 컴퓨터 속기로는 ㈜한국스테노의 CAS 제품군과 ㈜팀벨의 소리자바 제품군이 있다.

## (한국어)속기자격증
속기를 하는 전문 속기사가 되기 위해서는 국가공인자격증인 한글속기자격증을 취득해야 한다. 한글속기자격증은 국가기술자격증으로서, 나이와 성별의 제한 없이 속기 키보드를 지참하면 누구나 볼 수 있다. 이 시험은 1년에 2번 상반기, 하반기로 나뉘어 실시되고 5분 간 낭독을 듣고 띄어쓰기나 특수 부호를 감안하지 않고 받아친 뒤 수정 과정 없이 즉시 제출하는 방식으로 이루어진다. 낭독 속도에 따라 1, 2, 3급으로 나뉘며 시험 당 ‘논설체’와 ‘연설체’ 두 과목을 응시하여 각 낭독마다 90% 이상의 정확도를 달성하면 합격할 수 있다.

## 속기 취업분야
- 속기공무원(국회·의회·검찰·법원·경찰 속기사) - 매년 채용공고 국가기관에서 나온다.
- 관공서 및 군무원(정부기관 및 관공서, 각종 위원회, 공사, 군무원, 경찰) -정규직 공무원, 무기계약직 공무원 등이 존재한다.
- 실시간 자막방송 - 장애인차별금지법으로 전망이 밝다.
- 학습지원 - 청각 장애 학생의 고등교육 기회 확대를 위해 학교별로 장애학생지원센터를 통해 지원한다.
- 데이터전문 - 인공지능(AI) 관련 학습 데이터를 만들고 이를 현장에 구축하는 업무를 수행한다.
- 라이브콘텐츠 - 방송, 유튜브, OTT와 같은 라이브 콘텐츠 플랫폼에서 실시간 자막을 생성한다. 소리자바의 경우, 웹포스 프로그램을 통해 원격 자막 송출이  가능해 장소의 구애 없이 업무 수행이 가능하다.
- 속기 사무소 - 사무소 창업 후 녹취록, 회의록, 현장 속기 등의 업무를 수행한다.
- 소리바로(soribaro) 속기사 - 소리바로 플랫폼의 전담 속기사로 녹취록, 회의록, VOD 자막, 영문 속기 등의 업무를 수행한다. 한국AI속기사협회 정회원만 취업 가능하다.
  - 소리바로 : 전문 속기사에게 안심하고 의뢰할 수 있는 국내 최초 속기록 전문 보안 플랫폼으로 AI와 인간이 협업하여 음성 기록 서비스를 제공한다. 회의록, 녹취록, 현장 속기, 영문 속기 등 다양한 음성 기록 서비스를 제공한다.

## 같이 보기
- 준말
- 자동 완성
- 인터넷 속어
- 속기 자판